# Ötelemű titulatúra

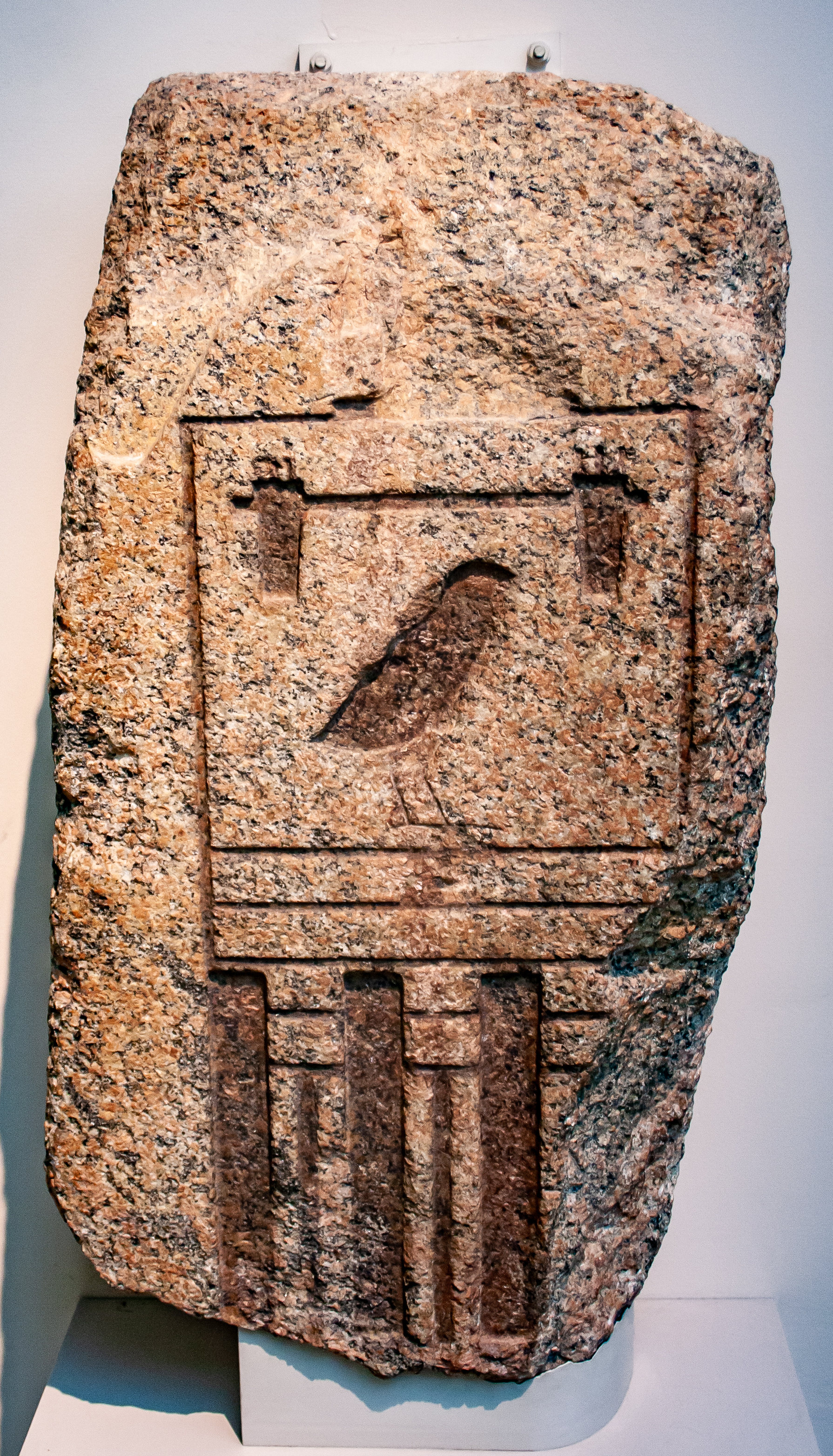
Hufu (Kheopsz) Hórusz-neve egy gránittömbön a British Museumban

Az ötelemű titulatúra az Ókori Egyiptom fáraóinak teljes titulatúrája. Öt névből és a hozzájuk tartozó öt címből – Hórusz, Két Úrnő, Arany Hórusz, Felső- és Alsó-Egyiptom királya, Ré fia – állt. Az ötelemű titulatúra már az óbirodalom idején kialakult.
A Hórusz cím arra az istenre utal, akinek a fáraó a földi megtestesülése volt. Már Narmer fáraó is úgy írta le nevét, hogy a szereh (téglalap alakú keret, mely eleinte a fáraók nevét, az ötelemű titulatúra kialakulása után csak a Hórusz-nevet vette körül) fölött ott volt a Hóruszt jelképező sólyomfigura. A Két Úrnő (nb.tỉ) Felső- és Alsó-Egyiptom védőistennőire, Nehbetre és Uadzsetre utal, és azt jelzi, hogy a fáraó az ő védelmük alatt áll. Ezek a címek Hór-Aha fáraó idején jelennek meg.
Az Arany Hórusz jelenik meg legkésőbb a címek közül, több változatban is szerepelt, mielőtt véglegessé vált. Hufu (Kheopsz) idején két arany Hóruszként szerepel, I. Pepinél arany Hóruszokként, az újbirodalom után pedig kapcsolatba hozták Hórusznak Széth fölötti győzelmével, az aranyat jelentő nub (nbw) szó ugyanis, amelynek hieroglif jelén Hórusz sólyma állt, Széth egyik nevére hasonlított.
A „Nád és Méh ura” (Alsó- és Felső-Egyiptom királya, nỉsw.t-bỉ.t; gyakran prenomen) cím már az I. dinasztia idején megjelenik. Hieroglif jelei a két országrész jelképei, a sás és a méh. A későbbiekben Felső-Egyiptom említése mindig megelőzte Alsó-Egyiptomét.
A Ré fia (z3 rˁ; szakirodalomban gyakran nomen) címet a IV. dinasztia idején élt Dzsedefré viselte elsőként. Ebben a címben szinte mindig szerepelt a napisten, Ré neve.
A címek közül a Ré fia után állt a fáraó személyes neve, amelyet születésekor kapott és melyen ma ismerjük őket (pl. Tutanhamon), ezt a nevet először Noferirkaré írta névgyűrűbe. A többit trónra lépésekor vette fel az uralkodó. Kortársai azon a néven emlegették, amelyiket a Felső- és Alsó-Egyiptom királya cím vezetett be (pl. Nebheperuré). Előfordult, hogy trónra lépésekor születésekor kapott nevéhez is hozzátett még egy jelzőt, például meri-Amon („Ámon kedveltje”) vagy heka-Uaszet („Théba uralkodója”).
Az öt név közül a Hórusz-nevet szerehbe írták, a két utolsót pedig kártusba. A négyszögletes szereh palotahomlokzatot jelképezett, rajta sólyom ült. A kártus az örökkévalóságot jelképező senu hieroglifa nyújtott alakja, eleinte kevés kivételtől eltekintve csak a fáraó és – a középbirodalom idejétől – legmagasabb rangú feleségei írhatták kártusba a nevüket, a XX. dinasztia idejétől – mikor Ámon papságának hatalma annyira megnőtt, hogy már felért a fáraóével – már a főpapok is.
| G5 |

| G5 |

| E1 · D40 | m | N28 | H6 |

| E1 · D40 | m | N28 | H6 |

| E1 · D40 | m | N28 | H6 |

| E1 · D40 | m | N28 | H6 |

| G5 |

| G5 |

| E1 · D40 | m | N28 | H6 |

| E1 · D40 | m | N28 | H6 |

| E1 · D40 | m | N28 | H6 |

| E1 · D40 | m | N28 | H6 |

| G16 |

| G16 |

| G16 | s | mn · n · Y1 | O4 · p | Z2 · w | s | W11 · r | V28 | a · N17 · N17 |

| G16 | s | mn · n · Y1 | O4 · p | Z2 · w | s | W11 · r | V28 | a · N17 · N17 |

| G16 |

| G16 |

| G16 | s | mn · n · Y1 | O4 · p | Z2 · w | s | W11 · r | V28 | a · N17 · N17 |

| G16 | s | mn · n · Y1 | O4 · p | Z2 · w | s | W11 · r | V28 | a · N17 · N17 |

| G8 |

| G8 |

| G8 | O29 · a · F23 | V28 | A24 | S22 · t · G4 | T14 | Z3 |

| G8 | O29 · a · F23 | V28 | A24 | S22 · t · G4 | T14 | Z3 |

| G8 |

| G8 |

| G8 | O29 · a · F23 | V28 | A24 | S22 · t · G4 | T14 | Z3 |

| G8 | O29 · a · F23 | V28 | A24 | S22 · t · G4 | T14 | Z3 |

| M23 | L2 |

| M23 | L2 |

| ra · nb | mAat |

| ra · nb | mAat |

| ra · nb | mAat |

| ra · nb | mAat |

| ra · nb | mAat |

| ra · nb | mAat |

| ra · nb | mAat |

| ra · nb | mAat |

| M23 | L2 |

| M23 | L2 |

| ra · nb | mAat |

| ra · nb | mAat |

| ra · nb | mAat |

| ra · nb | mAat |

| ra · nb | mAat |

| ra · nb | mAat |

| ra · nb | mAat |

| ra · nb | mAat |

| G39 | N5 | \| \| |
|     |    |       |

|  |

| G39 | N5 | \| \| |
|     |    |       |

|  |

| i | mn · n | R4 | HqA | R19 |

| i | mn · n | R4 | HqA | R19 |

| i | mn · n | R4 | HqA | R19 |

| i | mn · n | R4 | HqA | R19 |

| i | mn · n | R4 | HqA | R19 |

| i | mn · n | R4 | HqA | R19 |

| i | mn · n | R4 | HqA | R19 |

| i | mn · n | R4 | HqA | R19 |

| G39 | N5 | \| \| |
|     |    |       |

|  |

| G39 | N5 | \| \| |
|     |    |       |

|  |

| i | mn · n | R4 | HqA | R19 |

| i | mn · n | R4 | HqA | R19 |

| i | mn · n | R4 | HqA | R19 |

| i | mn · n | R4 | HqA | R19 |

| i | mn · n | R4 | HqA | R19 |

| i | mn · n | R4 | HqA | R19 |

| i | mn · n | R4 | HqA | R19 |

| i | mn · n | R4 | HqA | R19 |

## Külső hivatkozások
- A király 5 neve Archiválva 2010. április 11-i dátummal a Wayback Machine-ben